# Günther Schäfer (Politiker)
Günther Schäfer (* 23. November 1957 in Vaihingen/Enz) ist ein deutscher Unternehmer und Politiker (Bündnis 90/Die Grünen).
Schäfer studierte nach dem Abitur am Technischen Gymnasium in Bietigheim-Bissingen Geschichtswissenschaft, Politik und Soziologie. 1989 promovierte er an der Universität Hamburg. Anschließend gründete er in Radolfzell-Stahringen eine Streuobst-Mosterei.
Schäfer gehörte von 1992 bis 1994 dem Vorstand des Kreisverbands Konstanz von Bündnis 90/Die Grünen an. 1994 wurde er in den Kreistag des Landkreises Konstanz gewählt. Von 1996 bis 2001 war er Abgeordneter im Landtag von Baden-Württemberg, in dem er das Zweitmandat des Wahlkreises 56 Konstanz vertrat.